# Sentivano... uno strano, eccitante, pericoloso puzzo di dollari
Sentivano... uno strano, eccitante, pericoloso puzzo di dollari è un film italiano del 1973, diretto da Italo Alfaro.

## Trama
Il cacciatore di taglie Bud Jenkins, chiamato "Carità" viene assunto dal governo per assicurarsi la spedizione di un milione di dollari per costruire una ferrovia. Tuttavia, il banchiere e capo di Gila City, mister Al Costello, ha intenzione di intascare i soldi per conto proprio. Ad unirsi a loro c'è Bronco Kid, un tagliagole sul quale pende una taglia da cinquemila dollari, che si atteggia a prete sostituendo il reverendo Higginsweather rifugiandosi nella chiesa e possiede un pappagallo parlante di nome George Washington. Quando in città arriva Maria, la splendida ma casta sorella di Al Costello, vanamente corteggiata da tutti, le cose si complicano...

## Distribuzione
Il film in Italia ottenne il visto di censura n. 62.178 del 10 aprile 1973 per una lunghezza della pellicola di 2.544 metri ed ebbe la prima proiezione il 4 maggio 1973. In Germania uscì con il titolo Der Barmherzige mit den schnellen Fäusten nel luglio del 1998. Nei manifesti e nelle locandine del film la lettera "S" delle parole del titolo "Sentivano", "strano" e "pericoloso" sono sostituite dal simbolo del dollaro ("$").